# Grizzlys Catalans
Stade
Maillots
Champion 2018 en Division 3
Saison en cours
Les Grizzlys Catalans sont un club de football américain fondé en 2012 à Saint-Laurent-de-la-Salanque et désormais basé à Perpignan. Depuis 2020, le club évolue en première division française.

## Histoire
Le club, initialement basé à Saint-Laurent-de-la-Salanque et dénommé « Les Grizzlys », est fondé en 2012 par Laurent Aliu et Farid Kachour, ancien champion de France dans l'équipe des Argonautes d'Aix-en-Provence.
Il évolue en division régionale et devient champion en 2015. Il accède à la compétition nationale au sein de la 3e division et remporte le casque d'argent en 2018.
En 2019, ils terminent vice-champion de France de la 2e division et montent en 1re division.
En 2016, le club ayant grandi, il étend son site de base à la ville de Pia également située dans le département des Pyrénées-Orientales. Le nom des Grizzlys Catalans est adopté en 2017 pour mettre en avant ses origines géographiques.
En 2021, le club s'étant fortement développé, ses dirigeants décident de s'installer à Perpignan dans les infrastructures du Parc des Sports et décident de donner un statut de joueurs semi professionnels à l'équipe première. En décembre 2021, ils transfèrent ainsi le quarterback américain Jake Purichia formé chez les Greyhounds d'Indianapolis en NCAA Division II et ayant joué pour les Kiel Baltic Hurricanes en Division I allemande en 2021.

## Palmarès
| - Championnat de France D1 : - Série éliminatoire : 2022, 2023, 2024 - Championnat de France D2 : - Vice-champions (1) : 2019 - Championnat de France D3 : - Champions (1) : 2018 |

## Le club
Laurent Aliu est le président du club. Les entraîneurs principaux sont Farid Kachour (coordinateur défensif) et Oscar Catalayud (entraîneur principal  et coordinateur offensif).
En plus de l'équipe séniors, le club dispose d'une équipe Juniors (U19) et Cadets (U16) ainsi qu'une école de football destinée aux plus jeunes.

## Joueurs notables
Ci-dessous sont listés quelques joueurs considérés comme notables par leur ancienneté, par la présence d'un sponsor personnel, ou autre, ainsi que leur poste.
- Robin Le Guennic, defensive back, kicker ;
- Hedi Razali, linebacker ;
- Julien Nonnat, offensive lineman ;
- Térence Correia, linebacker ;
- Pascal Pla, defensive lineman ;
- Caudroy Mathias, back up;
- Sean Boswell, wide receiver/quarterback[7] ;
- Jake Purichia, quarterback[4] ;
- Angelo Lafargue, guard[8];

## Bilan saison par saison
| Saison | Division | Conférence | Poule | Saison régulière | Saison régulière                                     | Saison régulière                                     | Saison régulière                                     | Saison régulière                                     | Saison régulière                                     | Saison régulière                                     | Saison régulière                                     | Phases finales                                                     |
| ------ | -------- | ---------- | ----- | ---------------- | ---------------------------------------------------- | ---------------------------------------------------- | ---------------------------------------------------- | ---------------------------------------------------- | ---------------------------------------------------- | ---------------------------------------------------- | ---------------------------------------------------- | ------------------------------------------------------------------ |
| Saison | Division | Conférence | Poule | Place            | M.J.                                                 | Vic.                                                 | Nuls                                                 | Déf.                                                 | For.                                                 | Pts +                                                | Pts -                                                | Phases finales                                                     |
| 2017   | D3       | -          | C     | 3e               | 6                                                    | 1                                                    | 0                                                    | 5                                                    | 0                                                    | 90                                                   | 191                                                  | -                                                                  |
| 2018   | D3       | Sud        | B     | 1er              | 6                                                    | 5                                                    | 0                                                    | 1                                                    | 0                                                    | 127                                                  | 49                                                   | Champion Conf. Sud, Champion de D3                                 |
| 2019   | D2       | Sud        | A     | 1er              | 10                                                   | 7                                                    | 0                                                    | 3                                                    | 0                                                    | 250                                                  | 199                                                  | Champion Conf. Sud, Vice-champion de D2                            |
| 2020   | D1       | Sud        | -     | -                | 4                                                    | 1                                                    | 0                                                    | 3                                                    | 0                                                    | 80                                                   | 178                                                  | Saison arrêtée après 4 matchs (Covid-19)                           |
| 2021   | D1       | Sud        | -     | -                | Saison annulée à la suite de la pandémie de Covid-19 | Saison annulée à la suite de la pandémie de Covid-19 | Saison annulée à la suite de la pandémie de Covid-19 | Saison annulée à la suite de la pandémie de Covid-19 | Saison annulée à la suite de la pandémie de Covid-19 | Saison annulée à la suite de la pandémie de Covid-19 | Saison annulée à la suite de la pandémie de Covid-19 | Saison annulée à la suite de la pandémie de Covid-19               |
| 2022   | D1       | B          | -     | 2e               | 10                                                   | 7                                                    | 0                                                    | 3                                                    | 0                                                    | 327                                                  | 236                                                  | Battu en match de wild card par les Cougars de Saint-Ouen-l'Aumône |
| 2023   | D1       | B          | -     | 3e               | 10                                                   | 6                                                    | 1                                                    | 3                                                    | 0                                                    | 244                                                  | 224                                                  | Battu en match de wild card par le Flash de La Courneuve           |
| 2024   | D1       | Sud        | -     | 2e               | 10                                                   | 5                                                    | 1                                                    | 4                                                    | 0                                                    | 222                                                  | 180                                                  | Battu en match de wild card par les Léopards de Rouen              |